# Desești
Desești (Desze-Erdély en hongrois) est une commune roumaine du județ de Maramureș, dans la région historique de Transylvanie et dans la région de développement du Nord-Ouest.

## Géographie
La commune de Desești est située au nord du județ, dans la vallée de la Mara le long de la route nationale DN18, après le col de Gutii (987 m), à 42 km au nord-est de Baia Mare, la préfecture du județ et 17 km au sud de Sighetu Marmației, la capitale historique de la Marmatie.
Elle est composée des trois villages de Desești (974 habitants en 2002), de Hărnacești (635 habitants en 2002) et de Mara (1 024 habitants en 2002.

## Histoire
La première mention écrite du village date du 20 mars 1360 sous le nom hongrois de Deszehaza, dans un document où le roi de Louis Ier de Hongrie confirme le droit de propriété de Dragos sur six villages de la vallée de Mara, dont Desești.
La commune a fait partie du Comitat de Maramures dans le Royaume de Hongrie jusqu'en 1920, au Traité de Trianon où elle fut attribuée à la Roumanie avec toute la Transylvanie.

## Démographie
En 1910, la commune comptait 2 927 Roumains (86,8 % de la population), 68 Hongrois (2 %) et 345 Allemands (10,2 %).
En 1930, les autorités recensaient 2 898 Roumains (91,6 %) ainsi qu'une communauté juive de 249 personnes (7,9 %) qui fut exterminée par les Nazis durant la Seconde Guerre mondiale.
En 2011, la commune comptait 97,18 % de Roumains.

### Religions
En 2011, 88,72 % de la population était de religion orthodoxe et 5,16 % appartenait à l'Église grecque-catholique roumaine.

## Lieux et monuments
- Desești, église en bois "La Pieuse Parascève" (Cuvioasa Paraschina) de 1770, inscrite avec sept autres églises du județ sur la liste du Patrimoine mondial par l'UNESCO en 1999[4].

Cette église est d'une grande harmonie due à la qualité de sa construction, respectueuse des critères classiques des églises en bois du Maramureș (toit double et tour clocher d'influence gothique notamment). L'église possède aussi un ensemble de peintures de tradition post-byzantine de 1780 et un mobilier intérieur remarquable.
- Mara, réserve naturelle des Monts Gutâi (Munții Gutâi), 50 ha.